# 120481 Johannwalter
120481 Johannwalter este un asteroid din centura principală, descoperit pe 24 septembrie 1992 de Freimut Börngen și Lutz Schmadel.